# Брев
Брев (фр. Braives, валлон. Braive) — коммуна в Валлонии, расположенная в провинции Льеж, округ Варем. Принадлежит Французскому языковому сообществу Бельгии. На площади 44,00 км² проживают 5579 человек (плотность населения — 127 чел./км²), из которых 48,81 % — мужчины и 51,19 % — женщины. Средний годовой доход на душу населения в 2003 году составлял 12 260 евро.
Почтовые коды: 4260, 4261, 4263. Телефонный код: 019.